# Gmina Kunice
Die Gmina Kunice [kuˈɲiʦɛ] ist eine Landgemeinde im Powiat Legnicki der Woiwodschaft Niederschlesien in Polen. Ihr Sitz ist das gleichnamige Dorf (deutsch Kunitz) mit rund 1100 Einwohnern (2010). Die Gemeinde unterhält eine Städtefreundschaft mit der Stadt Brühl in Nordrhein-Westfalen.

## Gliederung
Die Landgemeinde Kunice besteht aus 13 Dörfern (deutsche Namen, amtlich bis 1945) mit einem Sołectwo (Schulzeamt):
| - Bieniowice (Bienowitz, 1937–1945 Bienau) - Golanka Górna (Ober Heidau) - Grzybiany (Greibnig) - Jaśkowice Legnickie (Jeschkendorf) - Kunice (Kunitz) - Miłogostowice (Schönborn) - Pątnów Legnicki (Panten) | - Piotrówek (Petersdorf) - Rosochata (Seifersdorf) - Spalona (Heinersdorf) mit Schloss Heinersdorf - Szczytniki nad Kaczawą (Pohlschildern) - Szczytniki Małe (Klein-Schildern) - Ziemnice (Kaltenhaus) |

## Persönlichkeiten
- David von Schweinitz (1600–1667), Verwaltungsjurist und Autor erbaulicher Schriften, geboren in Seifersdorf
- Georg Thaer (1789–1857), Administrator der preußischen Stammschäferei in Panten
- Hermann Bayer (1829–1893), Maler, Zeichner und Lehrer, geboren in Kunitz
- Albrecht von Thaer (1868–1957), Generalstabsoffizier, geboren in Panten
- Elsa Hielscher-Panten (1871–unbekannt), Politikerin und Abgeordnete im Preußischen Landtag, geboren in Panten
- Dietmar Scholz (1933–2016), Schriftsteller und Maler, geboren in Kunitz.